# 6.1
Le format multicanal 6.1 désigne un système audio à cinq voies, destiné à reproduire sept canaux sonores.

Organisation d’une installation 6.1
Le carré au centre est le subwoofer
Les autres sont les satellites.

## Historique
Imaginé initialement par les concepteurs sonores des studios de postproduction Skywalker Sound de Lucasfilm, le Dolby Digital Surround EX a été développé conjointement par Dolby Laboratories et Lucasfilm THX. Ce format ajoute (en 1999 pour Star Wars Episode I - La Menace fantôme) un troisième canal central Surround au format numérique des films mixés en 5.1 tout en restant compatible avec celui-ci.
Cependant, il rencontre peu de succès, les auditoriums de mixage et les exploitants reculent devant les surcoûts imposés pour l’exploitation de ce nouveau format[réf. souhaitée].

## Caractéristiques
Trois voies (pistes) LCR frontales + deux voies surround matricées inspiré du LtRt.

### Les canaux de diffusion
| Canal                         | Abréviation              |
| ----------------------------- | ------------------------ |
| Canal Gauche                  | (L pour left)            |
| Canal Centre                  | (C pour center)          |
| Canal Droit                   | (R pour right)           |
| Canal Surround latéral gauche | (Ls pour Left surround)  |
| Canal Surround latéral droit  | (Rs pour Right surround) |
| Canal Surround arrière mono   | (Bs pour Back surround)  |
| Canal Low Frenquency Effects  | LFE (canal reconstitué)  |

- En Home cinema, le système du Dolby Pro Logic IIx est le même que celui du Dolby Pro Logic et Dolby Pro Logic II.